# Łąki Skoszewskie
Łąki Skoszewskie (kod PLB320003) – obszar specjalnej ochrony ptaków sieci Natura 2000, zlokalizowany na terenie województwa zachodniopomorskiego, po wschodniej stronie Zalewu Szczecińskiego, w gminie Stepnica i Wolin.

## Obszar
Teren obszaru ciągnie się wzdłuż brzegów Zalewu Szczecińskiego między miejscowościami Gąsierzyno na południu i Skoszewo na północy, na wschodzie sięgając po Żarnowo. Chroni bagniste łąki porozcinane licznymi kanałami i rowami melioracyjnymi poprzeplatane na znacznej powierzchni lasami olchowymi i sosnowymi, a także zadrzewieniami olszowymi.
Obszar obejmuje powierzchnię 9083,4 ha.

## Awifauna
Ważnymi gatunkami chronionymi ptaków na tym terenie są: batalion, bączek, bąk, bernikla białolica, bielik, błotniak łąkowy, błotniak stawowy, błotniak zbożowy, bocian biały, bocian czarny, czapla biała, derkacz, drzemlik, dzięcioł czarny, dzięcioł średni, gąsiorek, jarzębatka, kania czarna, kania ruda, kropiatka, lelek, lerka, łabędź krzykliwy, łęczak, muchołówka mała, orlik krzykliwy, rybitwa czarna, sokół wędrowny, trzmielojad, wodniczka, zielonka, zimorodek i żuraw.

## Inne formy ochrony przyrody
W granicach obszaru „Łąki Skoszewskie” znajduje się rezerwat przyrody „Czarnocin im. prof. Janiny Jasnowskiej”, a od zachodniej strony przylega do niego, znajdujący się na brzegu Zalewu Szczecińskiego rezerwat „Białodrzew Kopicki”. Znaczna część obszaru zawiera się w obszarze siedliskowym Natura 2000 „Ujście Odry i Zalew Szczeciński” PLH320018.
W 2025 r. na obszarze ok. 500 ha Polderu Czarnocin leżącego na obszarze Łąk Skoszewskich należących do Stowarzyszenia na Rzecz Wybrzeża został utworzony Społeczny Rezerwat Ptaków Polder Czarnocin. Głównym celem tego oddolnego przedsięwzięcia jest aktywna jest ochrona ptaków wodno-błotnych, m.in. kropiatka, czajka, kszyk, krwawodziób poprzez utrzymywanie odpowiedniego uwilgotnienia siedlisk oraz naturalny wypas.     

Przypisy
1. 1 2  Obszar Natura 2000 Łąki Skoszewskie. [w:] Centralny Rejestr Form Ochrony Przyrody [on-line]. Generalna Dyrekcja Ochrony Środowiska. [dostęp 2019-08-05].
2. 1 2  Instytut na Rzecz Ekorozwoju, Łąki Skoszewskie
3. 1 2  Na podstawie interaktywnej mapy na stronie Geoserwisu GDOŚ